# Supercopa d'Europa de futbol 1996
La Supercopa d'Europa de futbol 1996 es va disputar a dos partits el 15 de gener del 1997 i el 5 febrer del 1997 entre el Paris Saint-Germain de França, campions de la Recopa d'Europa 1995–96 i la Juventus FC d'Itàlia guanyadors de la Lliga de Campions 1995-96. La Juventus va guanyar el matx 9–2 en el resultat agregat (rècord en la història de la competició), humiliant el PSG al Parc dels Prínceps 6–1, amb gols de Sergio Porrini, Michele Padovano, Ciro Ferrara, Attilio Lombardo i Nicola Amoruso en el partit d'anada (també un rècord) i guanyant el partit de tornada 3–1 a l'Estadi La Favorita a Palerm després dels gols d'Alessandro Del Piero i Christian Vieri.

## Partit

### Detalls

#### Anada
| Paris Saint-Germain FC | 1–6     | Juventus FC                                                               |
| ---------------------- | ------- | ------------------------------------------------------------------------- |
| Raí 52' (pen.)         | Detalls | Porrini 4' · Padovano 22', 40' · Ferrara 33' · Lombardo 83' · Amoruso 88' |

| Paris Saint-Germain | Juventus |

| GK            | 1  | Bernard Lama      |          |
| RB            | 22 | Didier Domi       | 55'      |
| CB            | 6  | Paul Le Guen      |          |
| CB            | 4  | Bruno N'Gotty     |          |
| LB            | 17 | Jimmy Algerino    | 34'      |
| CM            | 13 | Laurent Fournier  | 23', 63' |
| CM            | 8  | Vincent Guérin    |          |
| MF            | 19 | Jérôme Leroy      |          |
| MF            | 10 | Raí (c)           | 55'      |
| CF            | 11 | Patrice Loko      |          |
| CF            | 9  | Julio Dely Valdés | 61'      |
| Substituts:   |    |                   |          |
| GK            | 16 | Vincent Fernandez |          |
| DF            | 2  | Daniel Kenedy     | 34'      |
| MF            | 7  | Leonardo          | 55'      |
| MF            | 12 | Bernard Allou     |          |
| FW            | 20 | Cyrille Pouget    | 61'      |
| Entrenador:   |    |                   |          |
| Ricardo Gomes |    |                   |          |

| GK             | 1  | Angelo Peruzzi (c)    |     |
| RB             | 3  | Moreno Torricelli     |     |
| CB             | 2  | Ciro Ferrara          | 73' |
| CB             | 5  | Sergio Porrini        |     |
| LB             | 22 | Gianluca Pessotto     |     |
| DM             | 14 | Didier Deschamps      | 28' |
| RM             | 7  | Angelo Di Livio       |     |
| AM             | 21 | Zinedine Zidane       |     |
| LM             | 20 | Alessio Tacchinardi   | 67' |
| CF             | 11 | Michele Padovano      | 73' |
| CF             | 10 | Alessandro Del Piero  |     |
| Substituts:    |    |                       |     |
| GK             | 12 | Michelangelo Rampulla |     |
| DF             | 4  | Paolo Montero         |     |
| DF             | 13 | Mark Iuliano          | 73' |
| MF             | 19 | Attilio Lombardo      | 67' |
| FW             | 16 | Nicola Amoruso        | 73' |
| Entrenador:    |    |                       |     |
| Marcello Lippi |    |                       |     |

| Àrbitres assistents: Serguei Foursa (Rússia) Serguei Frantsousov (Rússia) Quart àrbitre: Andrei Butenko (Rússia) | Regles del partit - 90 minuts. - 30 minuts de temps extra amb gol d'or si cal. - Llançaments de penals si el marcador encara està igualat. - Cinc jugadors a la banqueta. - Màxim de tres substitucions. |

#### Tornada
| Juventus FC                      | 3–1     | Paris Saint-Germain FC |
| -------------------------------- | ------- | ---------------------- |
| Del Piero 36', 70' · Vieri 90+3' | Detalls | Raí 64' (pen.)         |

| Juventus | Paris Saint-Germain |

| GK             | 1  | Angelo Peruzzi (c)    |     |
| RB             | 3  | Moreno Torricelli     | 72' |
| CB             | 2  | Ciro Ferrara          |     |
| CB             | 4  | Paolo Montero         |     |
| LB             | 22 | Gianluca Pessotto     |     |
| RM             | 7  | Angelo Di Livio       |     |
| DM             | 20 | Alessio Tacchinardi   | 68' |
| AM             | 21 | Zinedine Zidane       |     |
| LM             | 18 | Vladimir Jugović      |     |
| CF             | 10 | Alessandro Del Piero  |     |
| CF             | 11 | Michele Padovano      | 68' |
| Substituts:    |    |                       |     |
| GK             | 12 | Michelangelo Rampulla |     |
| DF             | 5  | Sergio Porrini        | 72' |
| DF             | 13 | Mark Iuliano          |     |
| MF             | 19 | Attilio Lombardo      | 68' |
| FW             | 15 | Christian Vieri       | 68' |
| Entrenador:    |    |                       |     |
| Marcello Lippi |    |                       |     |

| GK            | 1  | Bernard Lama      |     |
| RB            | 2  | Daniel Kenedy     |     |
| CB            | 6  | Paul Le Guen      |     |
| CB            | 22 | Didier Domi       | 19' |
| LB            | 17 | Jimmy Algerino    |     |
| CM            | 15 | Benoît Cauet      |     |
| CM            | 7  | Leonardo          | 80' |
| MF            | 8  | Vincent Guérin    | 75' |
| MF            | 10 | Raí (c)           |     |
| CF            | 9  | Julio Dely Valdés |     |
| CF            | 11 | Patrice Loko      | 90' |
| Substituts:   |    |                   |     |
| GK            | 16 | Vincent Fernandez |     |
| MF            | 12 | Bernard Allou     | 80' |
| MF            | 18 | Roméo Calenda     | 90' |
| MF            | 19 | Jérôme Leroy      | 75' |
| FW            | 26 | Cyrille Pouget    |     |
| Entrenador:   |    |                   |     |
| Ricardo Gomes |    |                   |     |

| Àrbitres assistents: Martin Freiburghaus (Suïssa) Peter Von Rohr (Suïssa) Quart àrbitre: Carlo Bertolini (Suïssa) | Regles del partit - 90 minuts. - 30 minuts de temps extra amb gol d'or si cal. - Llançaments de penals si el marcador encara està igualat. - Cinc jugadors a la banqueta. - Màxim de tres substitucions. |

| Supercopa d'Europa 1996 |
| ----------------------- |
| Itàlia                  |
| Juventus FC Segon títol |